# ریدرینگ
ریدرینگ (به آلمانی: Riedering) یک شهر در آلمان است که در بایرن واقع شده‌است.

## خصوصیات
ریدرینگ ۳۷٫۹۴ کیلومترمربع مساحت دارد ۴۹۳ متر بالاتر از سطح دریا واقع شده‌است.